# Djémila
Djémila eller Cuicul i Algeriet upptogs 1982 på Unescos världsarvslista då den är ett typiskt exempel på romersk stadsplanering i ett bergsområde. Ruinstaden ligger 900 m över havsnivå. Dess forum, basilika, tempel, teater, triumfbågar och hus är bland de bäst bevarade i Nordafrika.
Djémila är det nuvarande, arabiska namnet; under romartiden hette staden Cuicul, efter dess berberska namn. Staden grundades som en koloni av romerska veteraner på befallning av kejsar Nerva år 96 eller 97. Syftet var att bevaka den viktiga dalgången mellan Sétif och Constantine. Efter femtio år fanns det stora palats på platsen, och så många byggnader att nya anläggningar fick förläggas utanför stadsmuren. Under 100-talet tillkom amfiteatern och en båge från staden dit, samt en badanläggning. Septimius Severus regeringstid, under början av 200-talet, brukar ses som dess blomstringsperiod. Då tillkom ett forum, offentliga toaletter, tempel och offentliga möteslokaler. Invånarna var romerska medborgare, men det förekom kontinuerliga ingiften mellan romarna och berberna.
Cuicul blev en central knutpunkt för romarnas handel med landet söder om Sahara: Deras förbindelser sträckte sig till södra Sudan. Med kamelkaravaner hämtade berberna guld och elfenben därifrån som de sålde vidare i Cuicul och andra romerska kolonier. År 235 blev det oår, vilket följdes av uppror mot romarna, men den romerska makten stabiliserades över området igen omkring år 280.
Kristendomen fick ett starkt fäste i Cuicul, varför flera kyrkor byggdes där och ett biskopssäte inrättades i staden. Det blev därefter en pilgrimsort för kristna. 411 lät biskop Cresconius uppföra en basilika med fem huvudskepp i staden, varmed pilgrimerna som kom till staden ökade enormt i antal. Biskopen lydde under den bysantinske patriarken av Konstantinopel.
Staden ödelades successivt under 500- och 600-talen genom att de kringvarande folken gjorde uppror. Upproren följdes av plundring, och den organisation som handeln och staden krävde bröts ner utan att återupprättas. Som mest hade staden ett par hundra tusen invånare.
1909 inleddes de arkeologiska utgrävningarna av området.